# Варнхольц, Тито
Рудольф (Тито) Варнхольц (нем. Rudolf (Tito) Warnholtz; 17 февраля 1906, Гамбург — 12 января 1993, Гамбург) — немецкий хоккеист на траве, вратарь. Серебряный призёр летних Олимпийских игр 1936 года.

## Биография
Тито Варнхольц родился 17 февраля 1906 года в немецком городе Гамбург.
Играл в хоккей на траве за «Харвестехудер» из Гамбурга.
В 1936 году вошёл в состав сборной Германии по хоккею на траве на летних Олимпийских играх в Берлине и завоевал серебряную медаль. Играл на позиции вратаря, провёл 1 матч, пропустил 1 мяч от сборной Афганистана. Распространена версия, что в финальном матче со сборной Индии (1:8) в столкновении с Варнхольцем лидер индийцев Дхиан Чанд потерял зуб, однако ворота немцев в этом поединке защищал не он, а Карл Дрёзе.
В 1934—1936 годах провёл за сборную Германии 10 матчей. 
Умер 12 января 1993 года в Гамбурге. Похоронен на Ольсдорфском кладбище Гамбурга.